# Maciej Megier
Maciej Megier (* 26. April 2003) ist ein polnischer Leichtathlet, der sich auf den Hindernislauf spezialisiert hat.

## Sportliche Laufbahn
Erste international Erfahrungen sammelte Maciej Megier im Jahr 2022, als er bei den U20-Weltmeisterschaften in Cali mit 9:14,55 min der Vorrunde über 3000 m Hindernis ausschied. Im Dezember wurde er bei den Crosslauf-Europameisterschaften in Turin in 18:25 min 23. im U20-Rennen. Im Jahr darauf wurde er bei der 1. Liga der Team-Europameisterschaft im Rahmen der Europaspiele in Chorzów in 8:45,85 min Zwölfter im Hindernislauf, ehe er bei den U23-Europameisterschaften in Espoo mit 8:53,70 min auf Rang elf gelangte. Im Dezember erreichte er bei den Crosslauf-Europameisterschaften in Brüssel in 25:05 min den 38. Platz im U23-Rennen und bei den Crosslauf-Europameisterschaften 2024 in Antalya wurde er nach 19:00 min 19. im U23-Rennen. Im Jahr darauf wurde er bei der 1. Liga der Team-Europameisterschaft in Madrid in 8:27,16 min Fünfter über 3000 m Hindernis, ehe er bei den U23-Europameisterschaften in Bergen mit neuem Meisterschaftsrekord von 8:20,17 min die Goldmedaille gewann.
In den Jahren 2023 und 2024 wurde Megier polnischer Meister im 3000-Meter-Hindernislauf sowie 2024 und 2025 auch über 10.000 Meter.

## Persönliche Bestleistungen
- 5000 Meter: 13:46,83 min, 14. Juni 2025 in Danzig
- 10.000 Meter: 28:21,77 min, 26. April 2025 in Warschau
- 2000 m Hindernis: 5:31,50 min, 5. Mai 2024 in Pliezhausen
- 3000 m Hindernis: 8:20,17 min, 20. Juli 2025 in Bergen